# 메디치 리카르디궁
메디치 리카르디 궁전(이탈리아어: Palazzo Medici Riccardi)이라고도 불리는 메디치 궁(Palazzo Medici)은 이탈리아 피렌체에 있는 르네상스 궁전이다. 현재 피렌체 광역시청과 박물관으로 쓰이고 있다.

## 개요

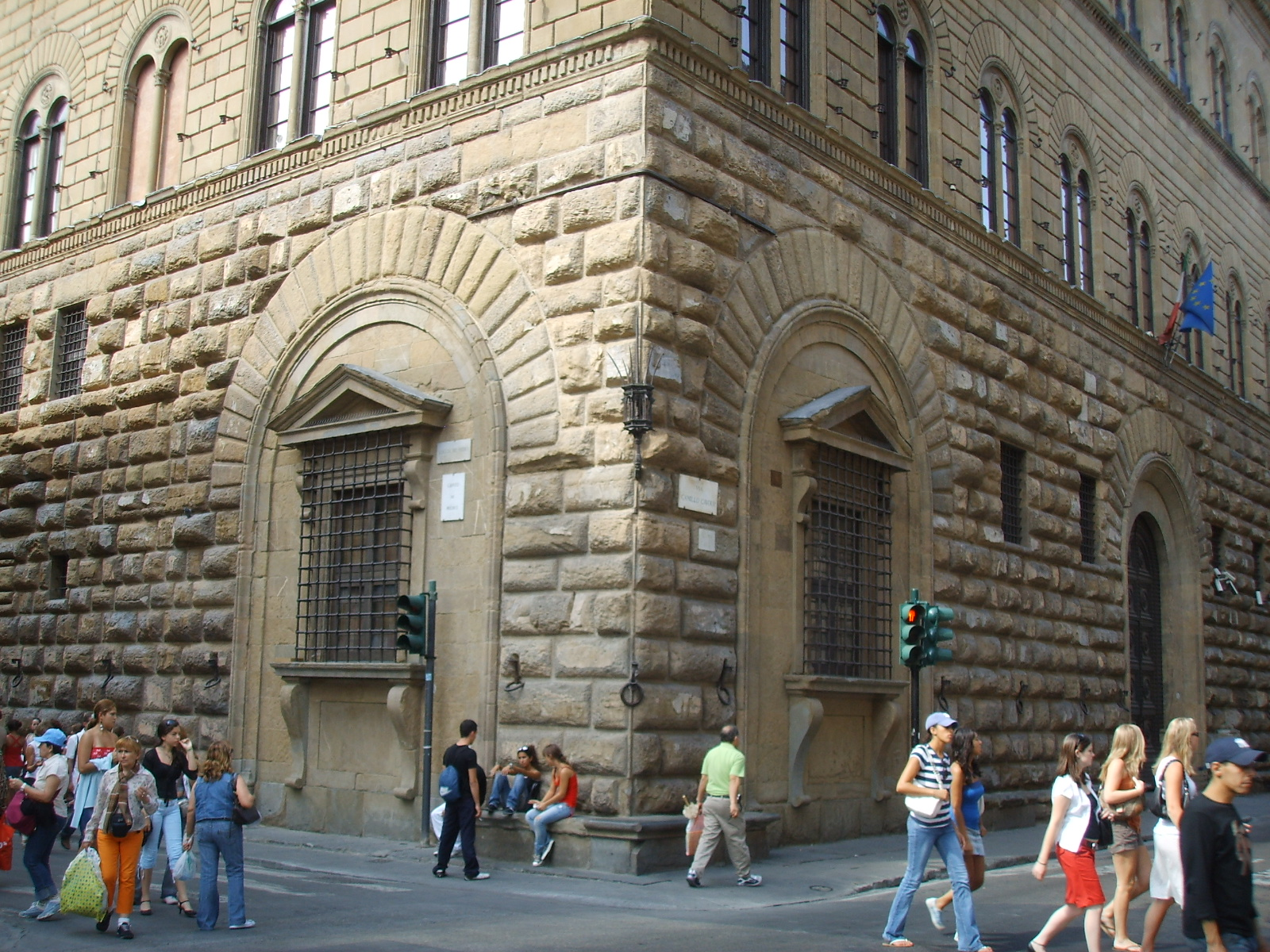
미켈란젤로의 '피네스트라 인지노키아타'. 이 디자인은 후대 메디치 가문이 피티 궁전은 물론이고 피렌체 곳곳에 따라 설치하였다.

메디치 리카르디궁은 메디치 가문의 가주이던 코시모 데 메디치를 위해 미켈로초 디 바르톨로메오가 설계를 맡았으며, 1444년과 1484년 사이에 걸쳐 건설되었다. 루스티카와 절단석이라는 건축적 요소를 포함한, 조적조 방식으로 지어진 것으로 유명하다. 이 건축물에 사용된 3층 구조는 이성, 질서, 인간 척도에 대한 고전주의 등 르네상스 정신을 표현하고 있다. 이 삼단 구조는 건축물을 높이가 점점 낮아지게 층을 나누고 있는 수평으로 된 돌림띠로 강조되어 있다. 루스티카식 석조 구조로 된 지상층에서부터 좀 더 정교하게 이뤄진 제3층의 석조 부분으로 이어지는 형태는 눈길이 건축물 구조를 명백하게 하고 있는 거대한 코니스가 있는 위쪽으로 움직이며 이 건축물을 한층 더 뚜렷하고 높아보이게 하고 있다.
미켈로초는 이 건축물 설계에 있어 고대 로마 및 브루넬루스키 건축물 구조 모두에서 영향을 받았다. 고전 문호의 부활이 이뤄지던 르네상스 기간에, 고대 로마 요소들은 건축에서 자주 사용되고는 했다. 메디치 리카르디 궁전에서는, 루스티카식 석조 부분과 코니스에 로마 시대의 흔적들이 존재하나, 종합적인 측면에서는 로마 시대 건축물에서 알려진 것과는 달리 분명하게 피렌체적인 것이다.
유사하게, 초기 르네사스 건축가 브루넬레스키는 로마시대 기술을 사용했고 미켈로초에도 영향을 미쳤다. 궁전의 중심부에 위치한 개방된 형태의 열주가 놓인 안마당은 로마 시대의 페리스타일에서 발전한 클로이스터에 뿌리를 두고 있다. 16세기 기간에는 한때 거리를 향한 쪽으로 있던 개방 구조의 로자와 가게 진열대가 벽으로 둘러 싸여 있었다. 이 두 구조물은 창문턱을 떠받치고 있는 것처럼 보이게 하고 페디먼트 구조로 된 에디쿨라에 자리 잡은, 1층에 설치된 미켈란젤로의 독특한 과장된 소용돌이 모양의 까치발 (console)인 '피네스트라 인지노키아타'로 대체되었으며, 이 디자인은 출입구에 반복되어 새겨져 있다. 이 새로운 디자인의 창문은 본래의 아치형 개구부 (開口部)가 벽에 둘러 싸이게 보이게 설치되었는데, 이는 미켈란젤로 등을 비롯한 매너리즘주의자들이 반복적으로 사용한 방식이었다.

## 역사
메디치 리카르디궁은 코시모 데 메디치가 밀라노에 승리를 거두고 한층 더 권력을 장악하면서 지어졌다. 리날도 델리 알비치 또한 사망하면서 코시모의 그의 지지자들에게 더 많은 영향력을 넘겨주었다. 이 새로운 정치력을 갖추게 된 코시모는 그가 원하던 궁전을 짓기로 결정했다. 그는 궁전 건설을 벌이기 위해 이웃들로부터 부지를 얻을 수 있었다. 그렇지만 다른 부유한 가문들과 달리, 코시모는 건축에 들어가 앞서 그 부지를 완전히 정리하여 진행하고 싶어했다. 부유한 배경을 지닌 대부분의 다른 가문들은 이미 지어진 건축물에서 건축 사업을 벌였다. 건축물이 지어지던 이 기간에는, 얼마나 많은 부를 보여줄 수 있는 방법 또는 부를 티내지 않은 채 부를 표현하는 방법 등에 영향을 미쳤던 사치금지법이라는 문제가 있기도 했다. 코시모는 이 법에 동의하는 입장이었고 아마 피렌체의 시뇨리아 내 그의 지위 때문에 이 법률의 이상을 믿었다. 파테르 파트리아이로서, 코시모는 건축물 자재 그리고 건물 외장을 단순하게 그리고 수수하게 하면서 동시에 내부는 한층 더 장식을 하는 아이디어 등을 통해 사치금치법을 우회하는 방법을 찾아낼 수 있었다. 다른 팔라초보다 넓었지만 수수한 디자인은 건물을 덜 눈에 띄게 하였다. 하지만, 코시모의 소박해 보이려는 시도는 이후에 메디치 가문이 정치 권력에 대한 시험대에 놓일 때 도움을 주지 못하였다. 메디치 가문이 본인들 소유가 아닌 자금을 사용했다는 혐의를 받았을 당시, 코시모의 이 저택은 자신들 소유가 아닌 자금으로 궁전을 지었다는 주장의 일부가 되었다.
메디치 리카르디궁은 1494년에 피에로 데 메디치의 망명이 있을 때까지 메디치 가문의 주요 거처로 남아 있었다. 메디치 가문이 권력을 되찾은 뒤에 이 궁전은 1540년까지 거처로 계속 쓰이디가 코시모 1세 데 메디치가 베키오궁으로 거처를 옮겼다. 메디치궁은 메디치 가문의 젊은이들의 거처로 계속해서 쓰이다가, 바로크 시대 취향에 비해 너무 소소하게 느껴져 1659년 리카르디 궁전에 매각되었다. 리카르디 가문은 이 궁전을 개조하였고 루카 조르다노에게 '메디치 가문의 신격화'라고 하는 거대한 프레스코화 제작을 의뢰하였다. 리카르디 문은 1814년 토스카나 정부에 이 궁전을 매도하였고 1874년에 피렌체시 관청이 되었다.

## 건축
미켈로초는 그의 전통에 관한 관심과 장식에 있어서 그의 스타일 때문에 코시모가 총애하던 이가 되었다. 미켈로초는 브루넬레스키 밑에서 수학하였고 그의 작품 중에 일부는 그의 영향을 받았다. 브루넬레스키는 코시모에게 이 궁전에 대한 설계도를 제시했었으나 너무 사치스럽고 화려하다가 느껴 미켈로초의 좀 더 수수한 설계도를 택하여 거절된 적이 있으나, 그럼에도 이 궁전 내에서 브루넬레스키의 양식을 볼 수 있다. 궁전의 안뜰은 브루넬레스키가 설계한 오스페달레 델리 인노첸티의 로자를 기반으로 하고 있다.
메디치 리카르디궁은 시대에 따라 달랐고, 일부 건축학적 진보의 시작이 이뤄지던 곳이었다. 이곳에서 미켈로초의 전통과 진보적 요소들이 합쳐져 미래의 궁전들에 쓰일 색조와 스타일이 정해졌다고 여겨진다. 메디치궁은 자체적인 분리 공간들을 포함한 현대적 양식으로 지어진 피렌체 내 최초의 건축물이었다. 또한 이곳은 건축가로서 미켈로초의 명성뿐만 아니라 '토스카나 르네상스 궁전의 원형'의 시작된 곳이기도 하였으며, 미켈로초의 후대 작업물에서도 반복된 스타일이었다. 한편으로는 교회의 스타일로 만들어진 것이 아닌, 넓은 계단을 갖춘 피렌체 내 첫 건축물 중 하나였고 이 당시의 건축물 규정 및 의뢰인의 지위적 상징 때문에, 단순하고 수수하게 보이는 건물이었지만, 미켈로초가 메디치 가문을 위해 의뢰받은 건 중에서 가장 중요한 것으로 손꼽히고 앞으로 그가 설계할 다른 저택의 기준이 되었다. 궁전 이 자체는 중세식 설계에 이 건물에 추가된 구성 요소들로 기반을 하고 있다. 건축물의 설계는 한층 단순해지는 것이었으나 자재, 내부 설계 방식, 수수한 디자인 등을 사용하여 메디치 가문의 부를 보이는 방식으로 이뤄졌다.
궁전에 쓰인 건축물 자재는 1층의 루스티카식 벽돌, 상층부의 절단석 외관과 코니스 등으로 이뤄진 3층으로 석조를 통해 건물 구조를 강조하는 것이었다. 루스티카식 벽돌과 절단석 등으로 된 외관 설계는 거친 질감에서 건축물이 높아지면 부드러운 질감을 사용함으로써 건축물을 더 크게 보이게 하는 시각적 착각을 불러일으키기도 했다. 팔라초의 코니스 또한 완전하게 개발이 되어 처음으로 사용된 것이었으며, 역사적 전후사정에서 한층 중요성을 부여하였다. 메디치 가문은 건축물 자재 선택을 통해 외부에서 자신들의 부를 보여줄 수 있었다. 루스티카식 벽돌은 그 자재가 값비싸고 귀했기에 곧 지위적 상징물이 되었다. 이후에 이 벽돌은 메디치 리카르디 궁전과 시작되었다고 여기지는 권력 정치의 큰 부분이 되었다.
메디치 리카르디궁은 다른 층들로 분리되어 있다. 1층에는 안뜰 두 개, 회실, 대기실, 서재, 화장실, 부엌, 우물, 계단 등으로 이뤄져 있으며 2, 3층에는 가문을 위한 공간들이 있다.

## 평가

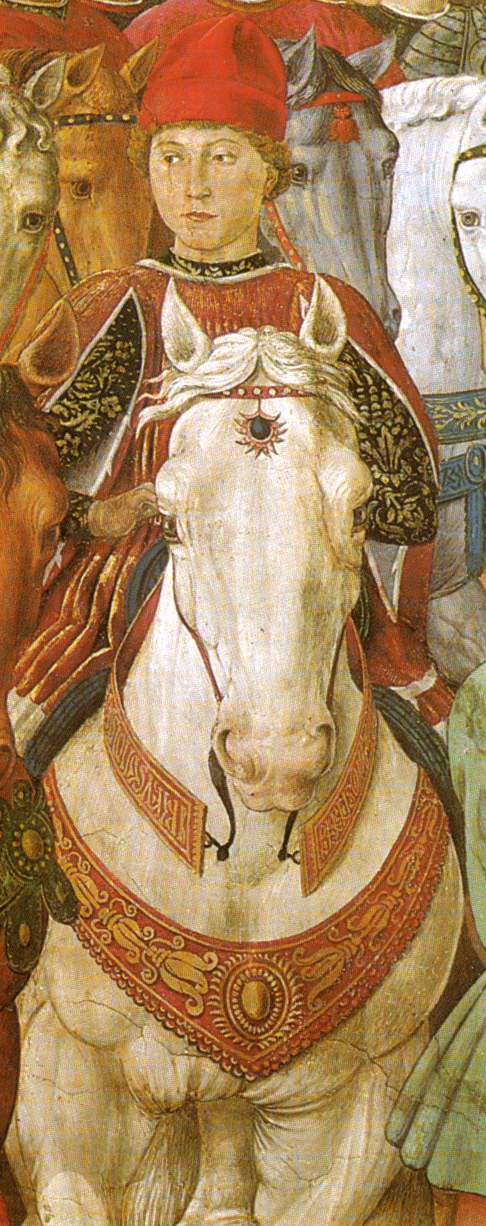
메디치궁 내 예배당의 프레스코화에 묘사된 스포르차.

의도적인 평범한 외관에 관계없이, 메디치 리카르디궁은 메디치 가문이 축적한 부를 잘 반영하였다. 당시 15세였던 갈레아초 마리아 스포르차는 1459년 4월 17일에 피렌체를 방문했었고, 자신의 전체 수행단들이 귀족들같이 머문, 거의 완공 상태에 있던 궁전에 대해 아마 서기관의 뛰어난 용어들로 묘사하는 글을 남겼다:
"[...] 멋진 천장, 높은 벽, 마감이 자연스럽게 끝난 입구와 창문, 수 많은 회의실들과 응접실, 우아한 서재, 귀중한 서적들, 태피스트리 장식과 같은 깔끔하고 우아한 정원, 더할 수 없이 뛰어난 솜씨와 가치가 들어간 카소네들, 귀중한 조각상, 수 없이 많은 종류의 무늬들, 가치를 매길 수 없는 은기 등을 갖춘 이 저택은 내가 본 것 중 일품이다..."

갈레아초 마리아의 조언가 중 한 명인 니콜로 데 카리시미(Niccolò de' Carissimi)는 메디치 리카르디궁의 방과 정원에 대하여 더욱 자세한 내용들을 제공했다:
"[...] 모든 곳들에 황금과 고급 대리석들, 부조 속의 조각들, 회화 그리고 뛰어난 솜씨의 거장들이 제작한 원근법에 따라 설치된 상감 등로 장식해놓았으며, 심지어 건물의 벤치와 바닥 같은 곳에서도 말이다. 태피스트리 및 황금과 비단으로 된 가정 장식품, 은기구, 책장이 끊임없이 펼쳐져 있다... 그리고 정원에는 뛰어난 품질의 대리석 조각들과 다양한 식물들로 장식되어 있는데, 이 정원은 현실적인 것이 아닌 그림으로 그려놓은 것처럼 보인다."

## 예술품

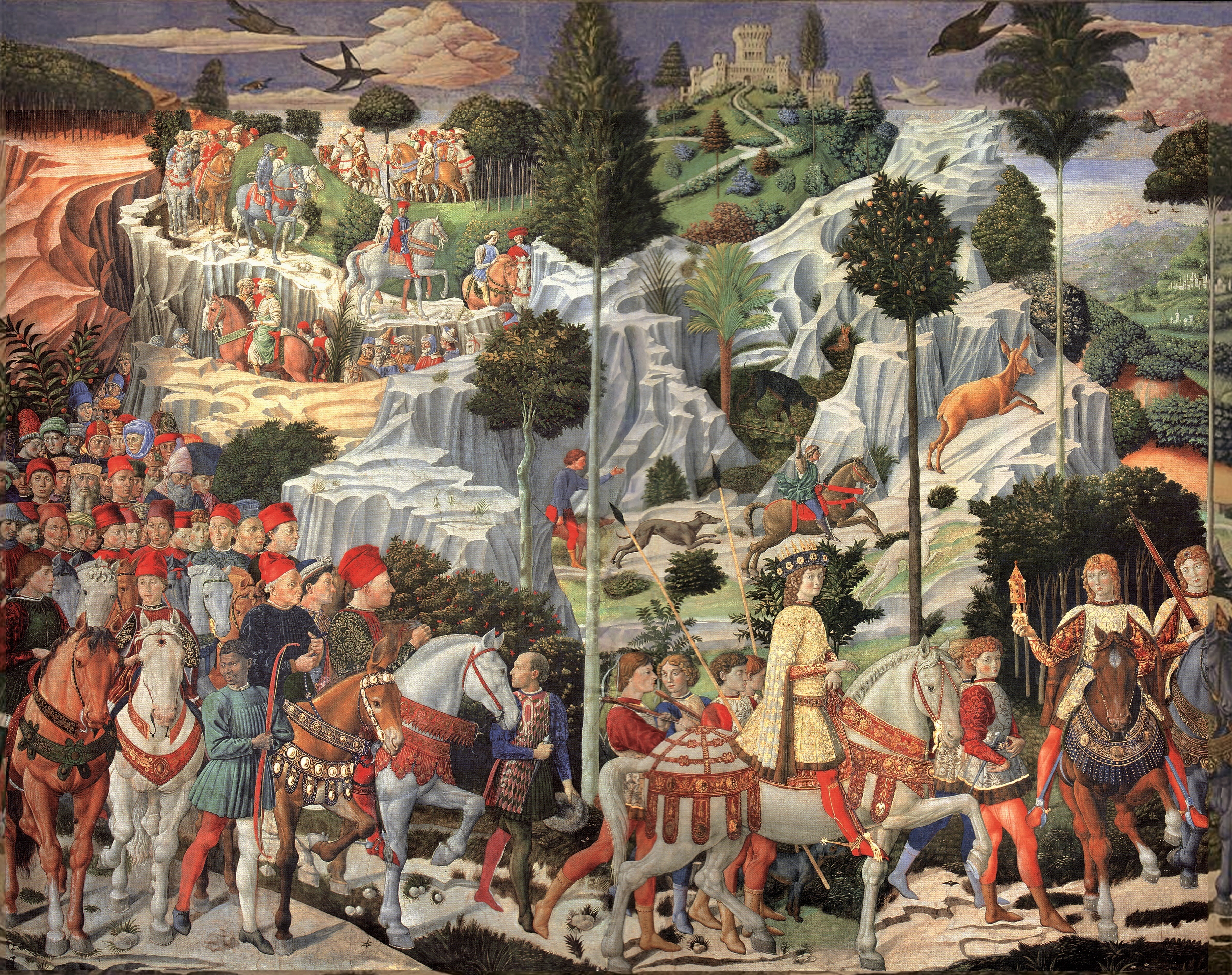
고촐리의 동방 박사의 행렬

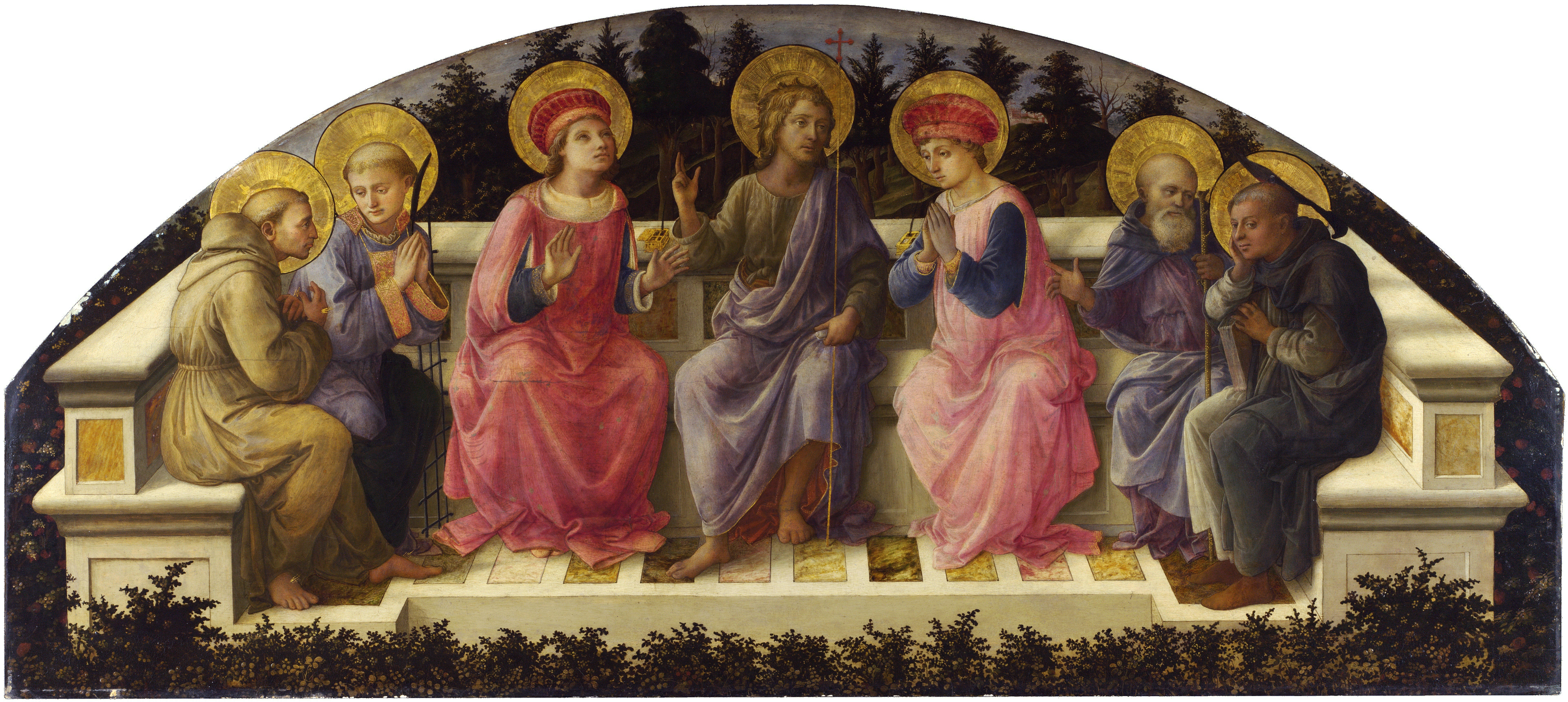
리피의 일곱 성인들

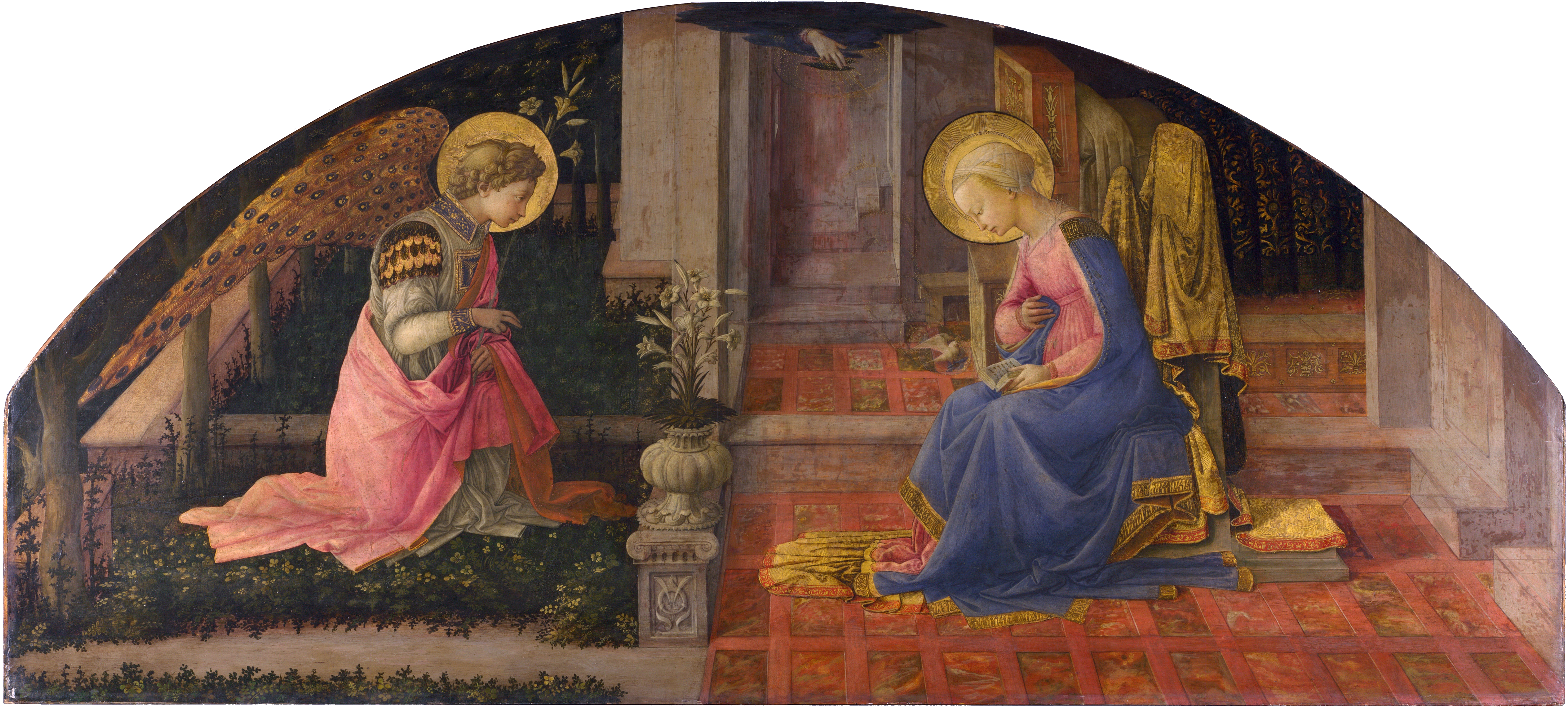
리피의 수태고지

메디치 리카르디궁에서 가장 중요한 공간은 아마도 베노초 고촐리가 1459년경에 완성한 유명한 프레스코화가 그려져 있는 마기 예배당일 것이다. 고촐리는 마기 예배당의 프레스코화를 삼인의 현자들의 안내에 따라 토스카나를 가로 질러 행진하는 비잔티움 황제 요안니스 8세 팔레올로고스, 신성 로마 황제 지기스문트를 비롯한 메디치 가문과 이들의 동맹을 맺은 이들에 대한 초상과 세부 묘사들로 꾸몄다. 성서 내용의 암시에 관계 없이, 예배당의 여러 프레스코화들은 피렌체와 메디치 가문 모두에 명성을 가져다준 사건인 피렌체 공의회 (1438년-1439년)를 나타내고 있다.
마기 예배당은 또한 예배당 내 제단화로 필리피노 리피의 '숲에서 훔숭'이 걸려 있었다. 본래 원 그림은 현재 베를린에 있으며, 리피의 제자가 그린 복제본이 예배당의 원본을 대신하고 있다.
궁전을 장식하고 있는 다른 것들에는 '일곱 성인'과 '수태고지' 등 필리피노 리피가 그린 뤼네트 그림 두 점이 있으며, 현재 두 개 모두 내셔널 갤러리에 있다.
도나텔로의 작품 역시도 궁전에 전시됐었으며, 안뜰에서 전시됐던 그 유명한 조각상 '다비드', 정원에서 전시됐던 유디트와 홀로페르네스 등이다.

## 갤러리

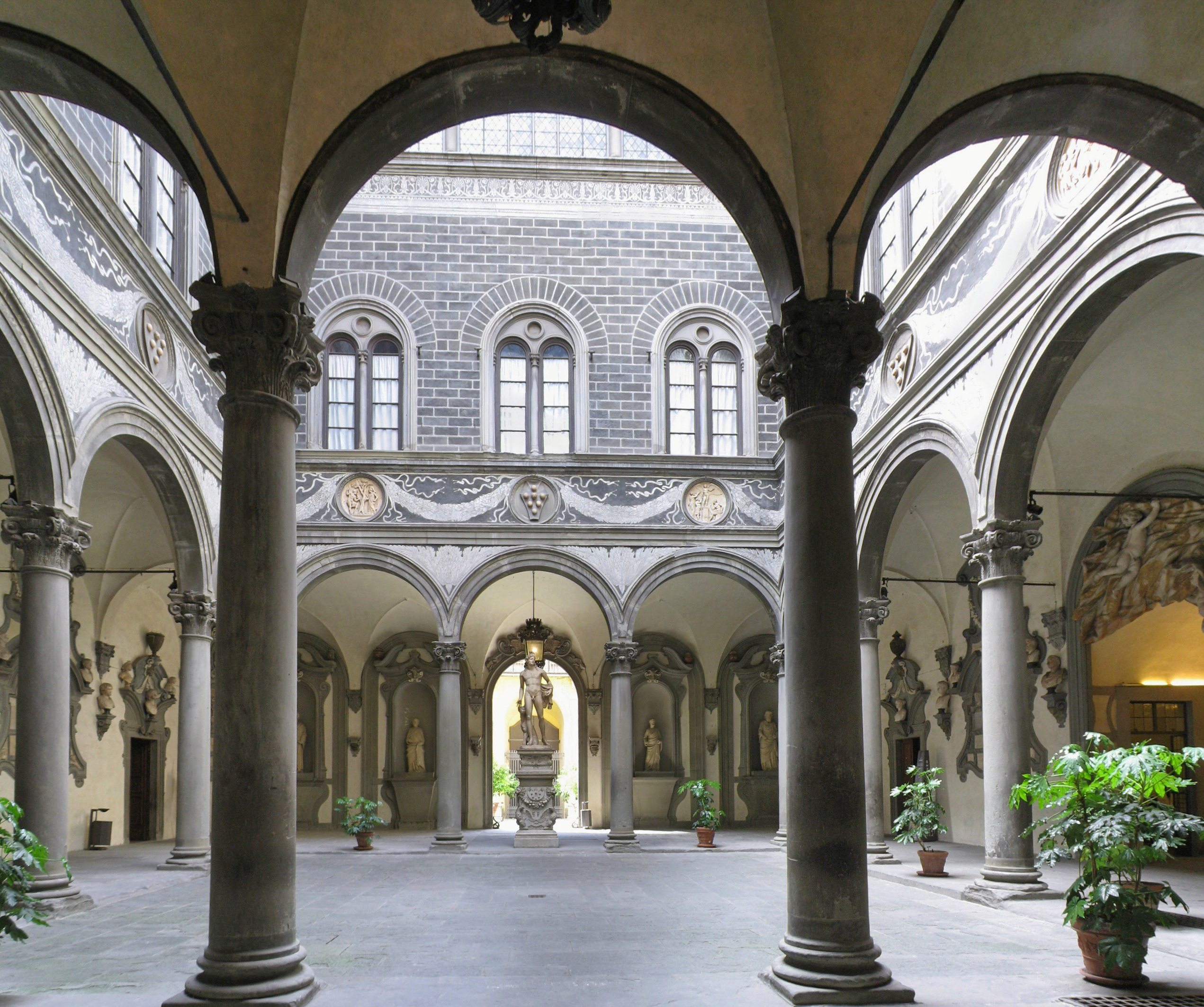
안뜰
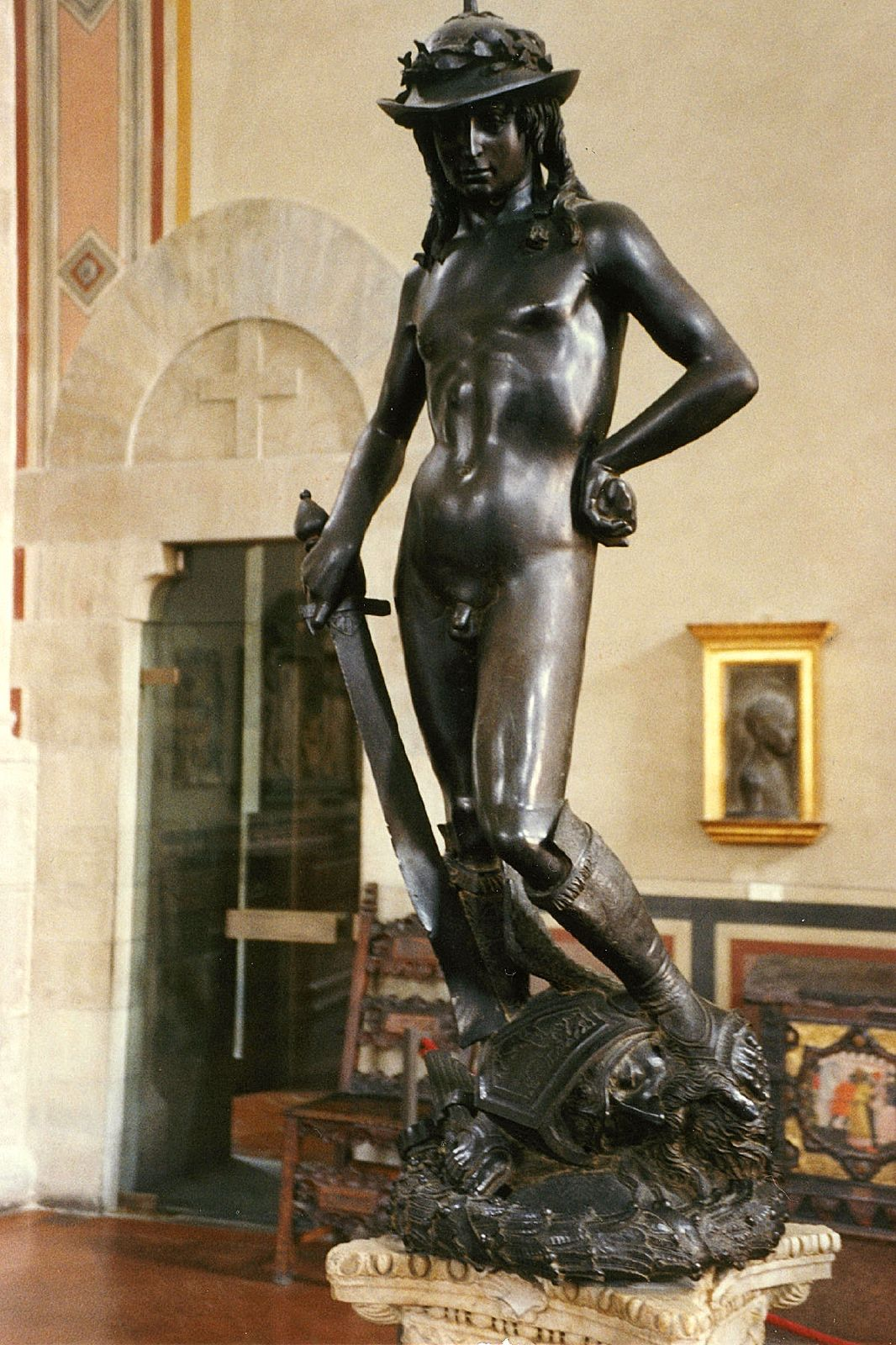
다비드
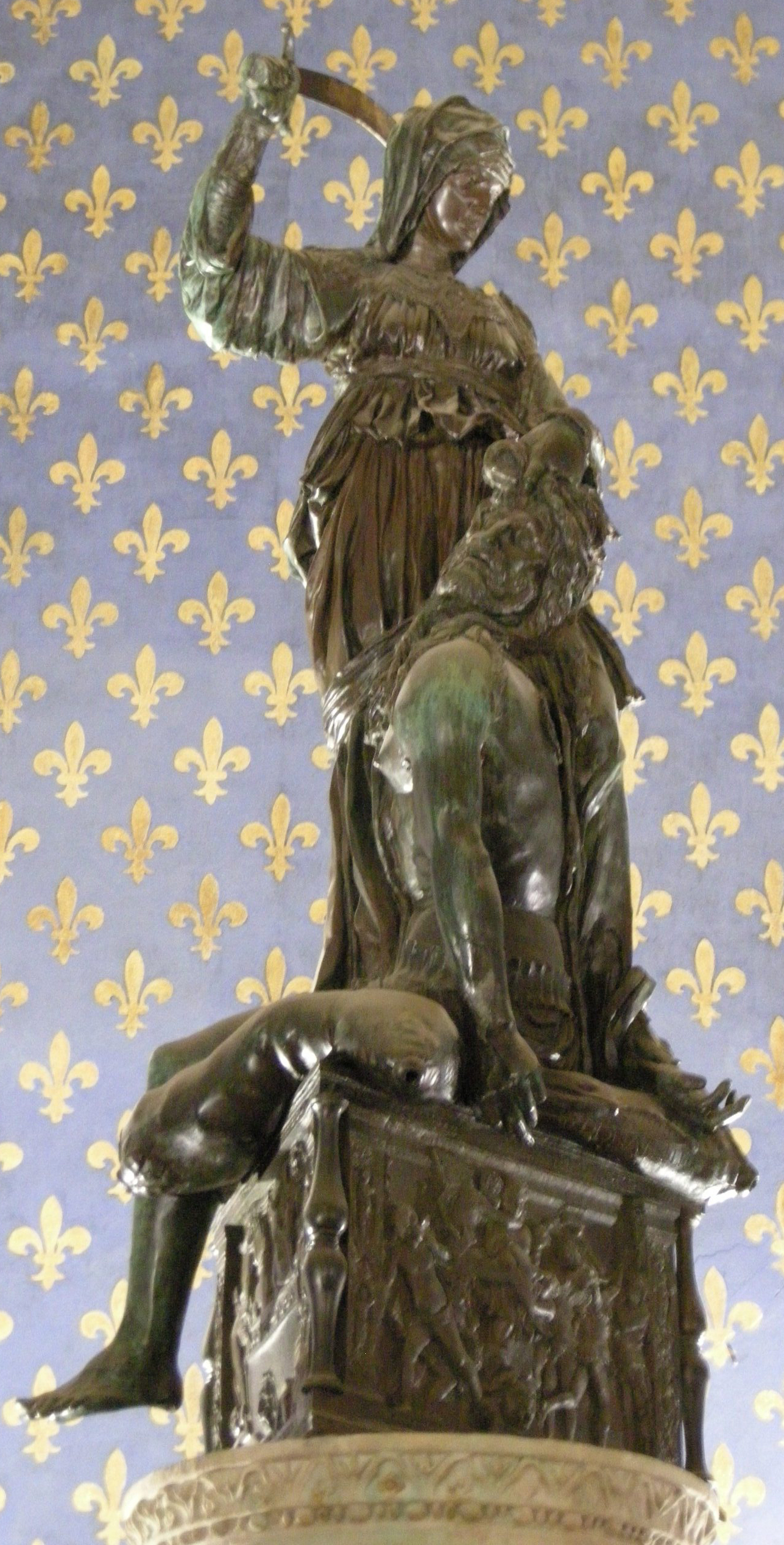
유디트와 홀로페르네스
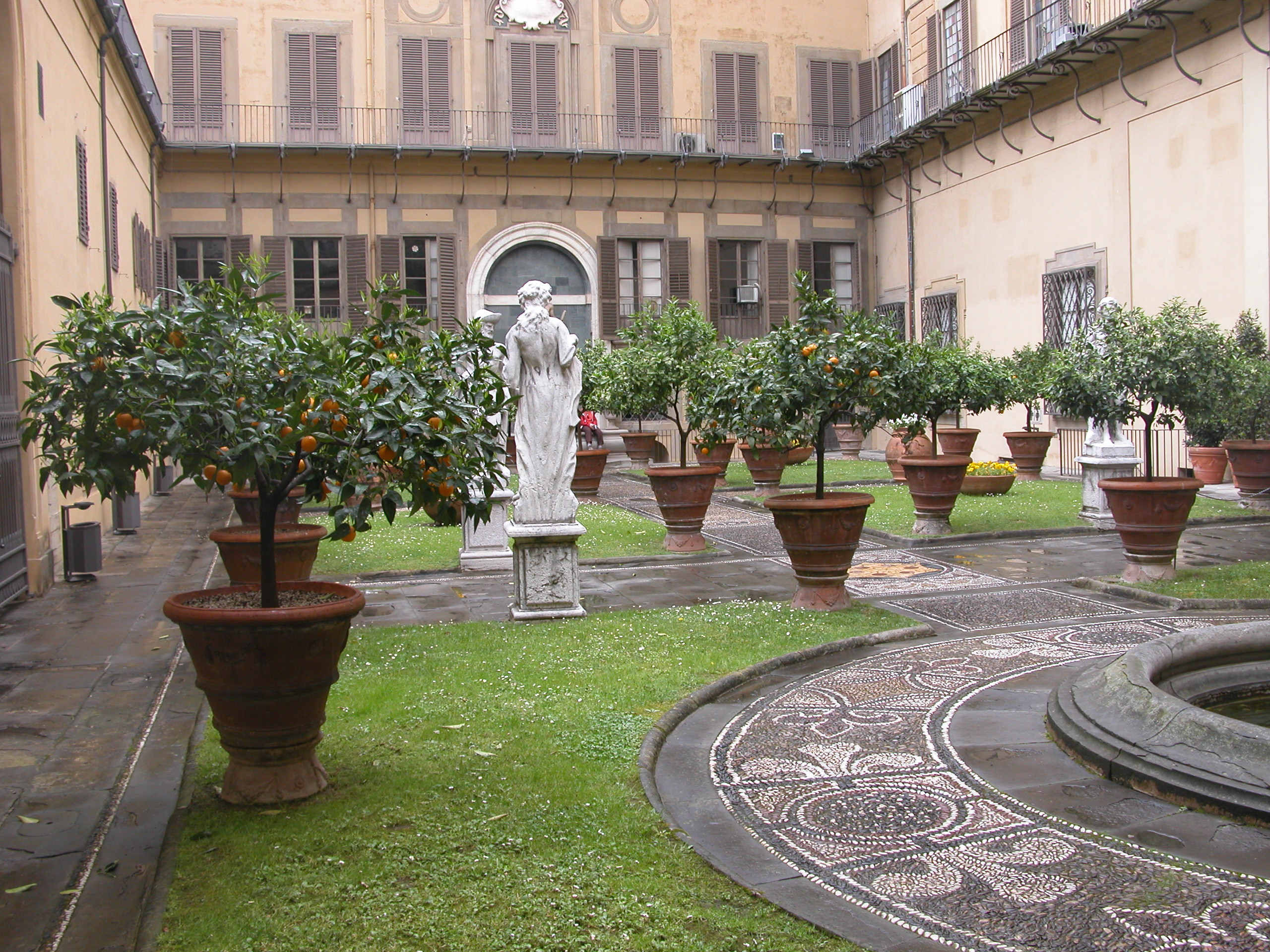
정원
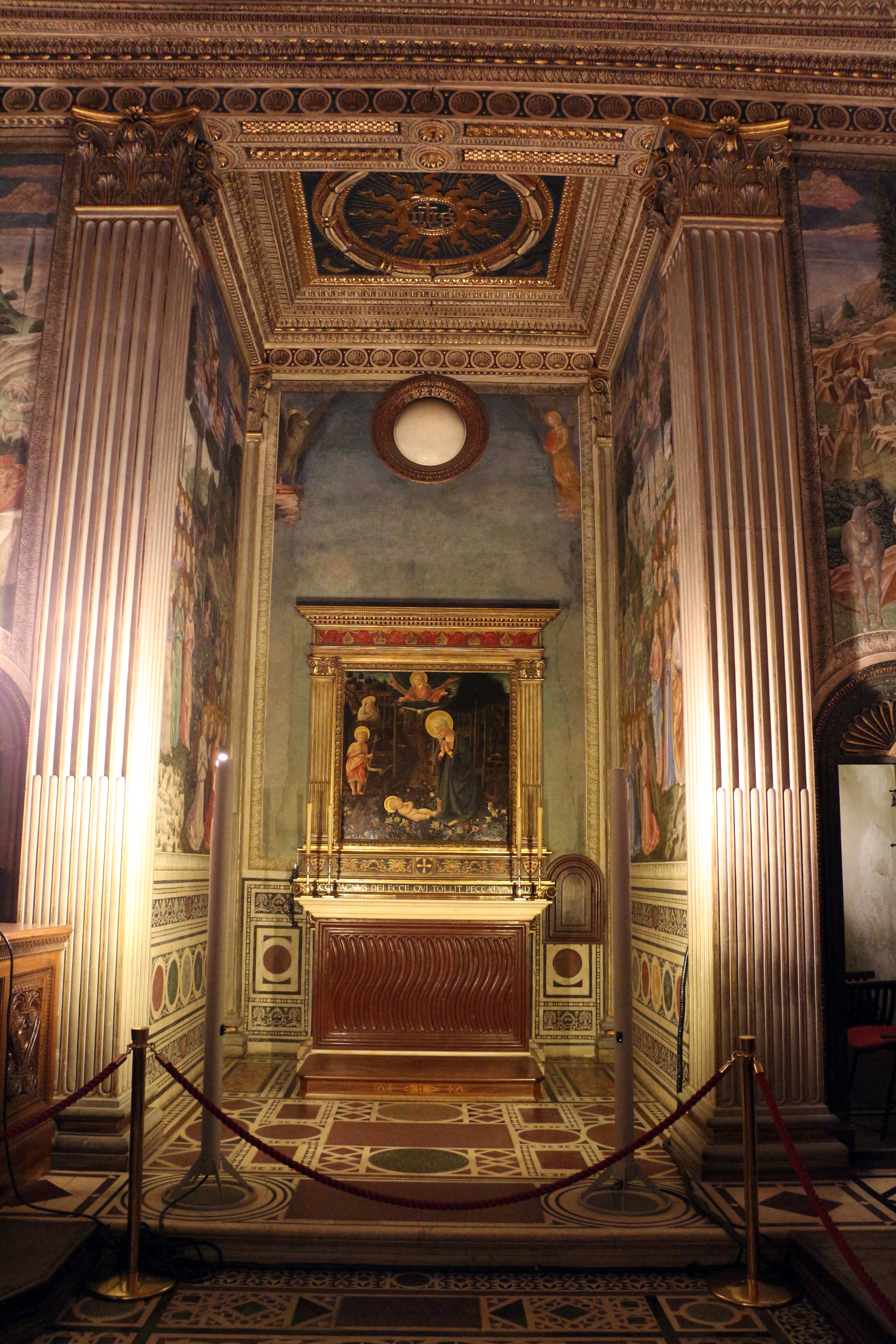
마기 예배당
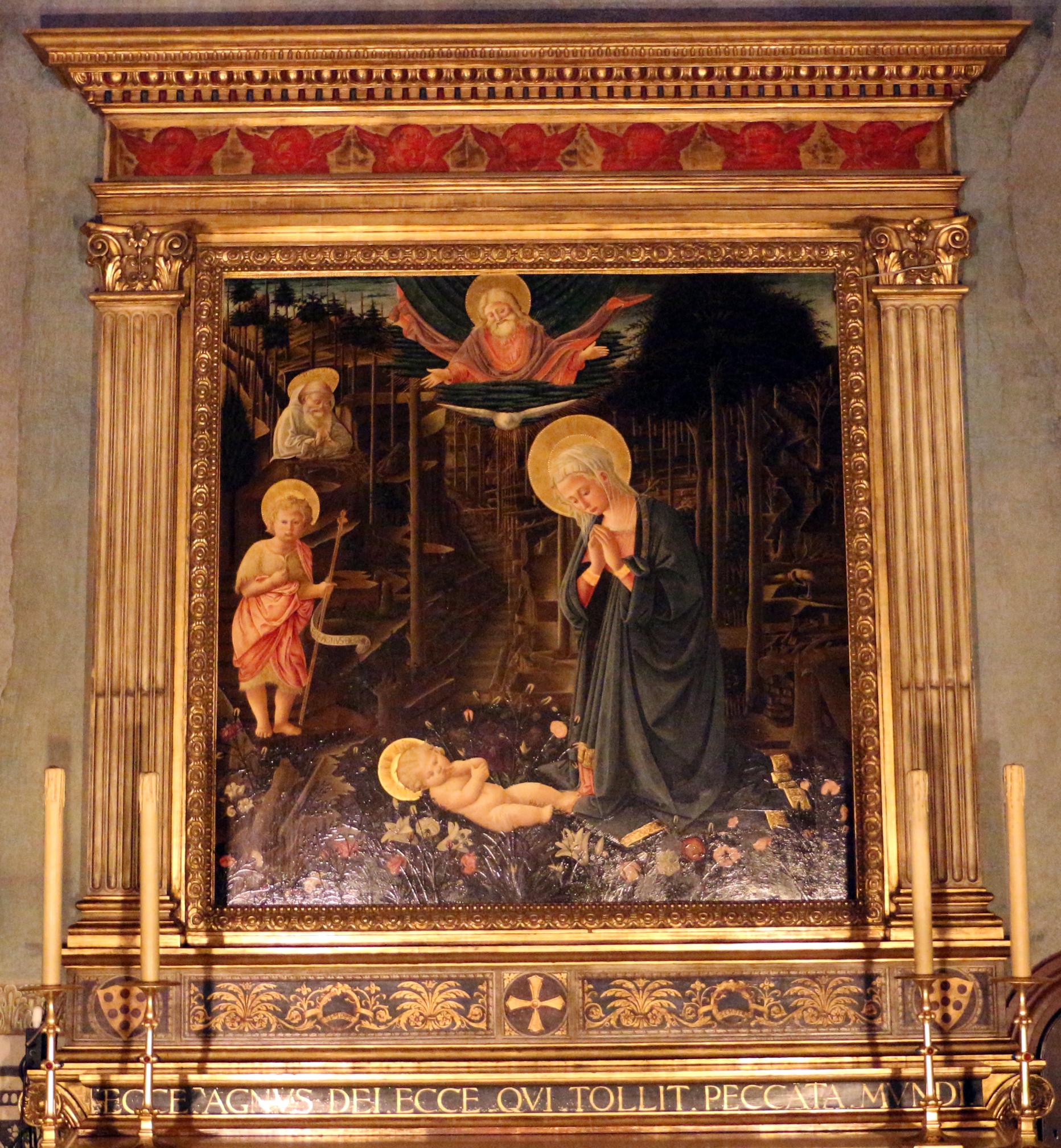
예배당의 제단
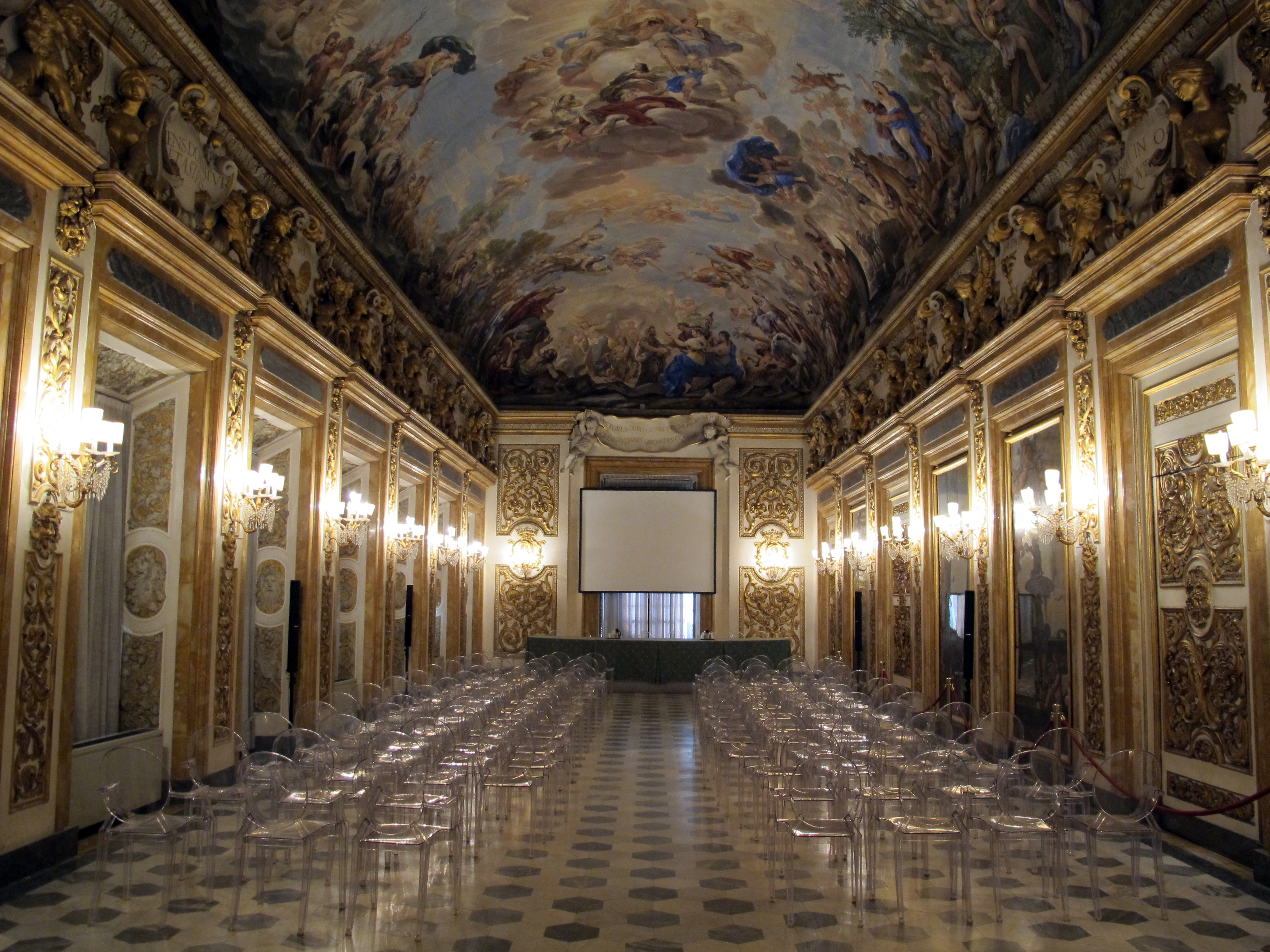
루카 조르다노의 장식들로 채워진 갤러리

## 참고 문헌
- Hatfield, Rab (September 1970). “Some Unknown Descriptions of the Medici Palace in 1459”. 《The Art Bulletin》 52 (3): 232–249. doi:10.1080/00043079.1970.10790891.